# Enzo Sternal
Enzo Sternal (Nancy, 28 mei 2007) is een Frans voetballer met Algerijnse roots die sinds januari 2025 onder contract ligt bij RSC Anderlecht.

## Clubcarrière
Sternal ruilde in 2022 de jeugdopleiding van AS Nancy voor die van Olympique Marseille.  In augustus 2024, ruim een halfjaar na zijn officiële debuut voor het beloftenelftal van Marseille in de Championnat National 3, brak de club zijn contract open tot medio 2027. Op 17 augustus 2024 maakte Sternal zijn officiële debuut voor het eerste elftal van de club: op de openingsspeeldag van de Ligue 1 liet trainer Roberto De Zerbi hem in de 79e minuut invallen voor Faris Moumbagna.
Op 17 januari 2025 ondertekende Sternal een contract van tweeënhalf jaar bij RSC Anderlecht, dat hem in eerste haalde voor de RSCA Futures, het beloftenelftal van de club in Eerste klasse B. Sternal maakte op 1 februari 2025 zijn officiële debuut voor de RSCA Futures: in de competitiewedstrijd tegen Club NXT (2-3-verlies) liet trainer Jelle Coen hem bij de rust invallen voor Milan Robberechts. Sternal kreeg vervolgens vijf basisplaatsen op rij bij de RSCA Futures. In zijn eerste zes wedstrijden was hij goed voor twee doelpunten: in het 2-2-gelijkspel tegen KAS Eupen opende hij de score, in de 3-1-nederlaag tegen Lierse SK scoorde hij vlak na de rust de 2-1-aansluitingstreffer. Sternal eindigde zijn eerste halve seizoen bij Anderlecht weliswaar in mineur: in maart 2025 liep de Fransman op training een zware knieblessure op.

## Clubstatistieken
| Seizoen         | Club                  | Land               | Competitie             | Competitie | Competitie | Beker | Beker | Supercup | Supercup | Europees | Europees | Totaal | Totaal |
| Seizoen         | Club                  | Land               | Competitie             | Wed.       | Dlp.       | Wed.  | Dlp.  | Wed.     | Dlp.     | Wed.     | Dlp.     | Wed.   | Dlp.   |
| --------------- | --------------------- | ------------------ | ---------------------- | ---------- | ---------- | ----- | ----- | -------- | -------- | -------- | -------- | ------ | ------ |
| 2023/24         | Olympique Marseille B | Vlag van Frankrijk | Championnat National 3 | 1          | 0          | —     | —     | —        | —        | —        | —        | 1      | 0      |
| 2024/25         | Olympique Marseille B | Vlag van Frankrijk | Championnat National 3 | 2          | 1          | —     | —     | —        | —        | —        | —        | 2      | 1      |
| 2024/25         | Olympique Marseille   | Vlag van Frankrijk | Ligue 1                | 2          | 0          | 0     | 0     | —        | —        | —        | —        | 2      | 0      |
| 2024/25         | RSCA Futures          | Vlag van België    | Eerste klasse B        | 6          | 2          | —     | —     | —        | —        | —        | —        | 6      | 2      |
| Carrière totaal | Carrière totaal       | Carrière totaal    | Carrière totaal        | 11         | 3          | 0     | 0     | 0        | 0        | 0        | 0        | 11     | 3      |

Bijgewerkt op 17 maart 2025.

## Interlandcarrière
In mei 2024 zat Sternal in de selectie van bondscoach José Alcocer voor het EK onder 17 in Cyprus. Sternal kreeg er een basisplaats in de groepswedstrijden tegen Engeland (0-4-nederlaag), Spanje (1-0-zege) en Portugal (1-2-zege). Sternal opende in laatstgenoemde wedstrijd de score, maar kon niet beletten dat Frankrijk ondanks een 6 op 9 in de groepsfase sneuvelde.